# Claude-Emmanuel de Pastoret

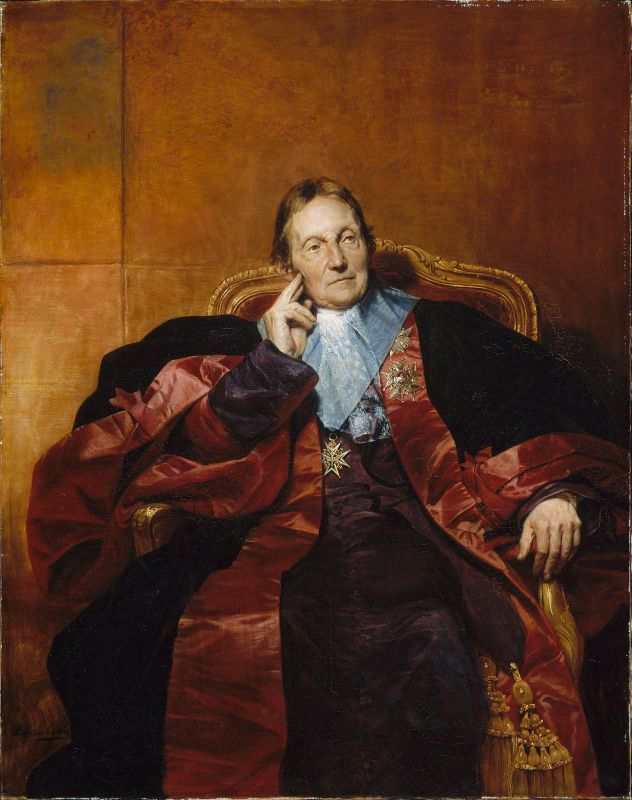
Een portret van Claude-Emmanuel de Pastoret uit 1829, geschilderd door Hippolyte Delaroche.

Claude-Emmanuel Joseph Pierre, marquis de Pastoret (Marseille, 24 december 1755 – Parijs, 28 september 1840) was een Franse letterkundige, lid van de Académie française en politicus.

## Biografie
Hij was meester van de vrijmetselaarsloge "Les neuf soeurs" van 1788 tot 1789. In 1790 was Pastoret president van de Assemblé Nationale en kreeg het aanbod van koning Lodewijk XVI om minister van Binnenlandse Zaken en minister van Justitie te worden. Hij weigerde en werd verkozen tot "procureur géneral syndic du département de la Seine".
Het was in die functie dat hij verantwoordelijk was voor de transformatie van de Sainte-Geneviève kerk tot Pantheon van Parijs waar de grote staatsmannen van Frankrijk hun laatste rustplaats krijgen.
Onder het eerste Eerste Franse Keizerrijk van Napoleon werkte hij aan een academische carrière.
Op 8 juni 1820 werd hij verkozen tot lid van de Académie française.
Onder Lodewijk XVIII werd hij beloond voor zijn uitgebreid werk aan het constitutioneel charter.
In 1830 weigerde hij trouw te zweren aan Lodewijk Filips I van Frankrijk en werd ontdaan van al zijn functies.